# Trocheta bykowskii
Trocheta bykowskii is een ringworm uit de familie van de Erpobdellidae. De wetenschappelijke naam van de soort is voor het eerst geldig gepubliceerd in 1913 door Gedroyc.